# Халифакс (окръг, Вирджиния)
Вижте пояснителната страница за други значения на Халифакс.
Окръг Халифакс (на английски: Halifax County) е окръг в щата Вирджиния, Съединени американски щати. Площта му е 2150 km², а населението - 37 355 души (2000). Административен център е град Халифакс.